# Teuchophorus caprivi
Teuchophorus caprivi är en tvåvingeart som beskrevs av Grichanov 2000. Teuchophorus caprivi ingår i släktet Teuchophorus och familjen styltflugor.
Artens utbredningsområde är Namibia. Inga underarter finns listade i Catalogue of Life.